# Voo TEAM Linhas Aéreas 6865
O Voo TEAM Linhas Aéreas 6865 era um serviço doméstico de passageiros de curta distância entre Macaé e Rio de Janeiro que se acidentou em uma montanha em 31 de março de 2006. A aeronave, um Let L-410 Turbolet, estava conduzindo uma aproximação VFR no Aeroporto de Macaé com 17 passageiros e 2 tripulantes a bordo quando atingiu o topo do Pico da Pedra Bonita no Brasil. Todos a bordo morreram no acidente. A equipe investigadora brasileira CENIPA concluiu que a abordagem VFR era inadequada, afirmando que a visibilidade no momento não era boa o suficiente para uma abordagem VFR.

## Acidente
O voo 6865 foi operado pela TEAM Transportes Aéreos, uma companhia aérea doméstica com sede no Rio de Janeiro. Era um voo doméstico regular de Macaé, no estado do Rio de Janeiro, para a cidade homogênea. O Let L-410 trazia a matrícula brasileira PT-FSE e estava transportando 19 ocupantes, sendo 2 tripulantes e 17 passageiros.
O voo decolou de Macaé às 17:19 locais. No momento da decolagem, o voo estava sendo operado sob as regras de voo por instrumentos (IFR) com um tempo estimado de chegada às 18h02. Após a decolagem de Macaé, a tripulação manifestou a intenção de cancelar seu plano de voo IFR e acrescentou que gostaria de continuar o voo sob as regras de voo visual (VFR). Este cancelamento foi aprovado por um controlador de tráfego aéreo.
Com a aproximação do mau tempo, a tripulação desceu a 2.000 pés. A tripulação inclinou a aeronave para a esquerda quando colidiu no topo das árvores e bateu no topo do Pico da Pedra Bonita, próximo ao município de Rio Bonito. O impacto matou todos a bordo.

## Investigação
A equipe de investigação brasileira CENIPA esteve envolvida na investigação e conduziu uma investigação de 12 meses sobre o acidente. O relatório final foi divulgado em 19 de março de 2007, concluindo que o acidente foi classificado como voo controlado contra o terreno e foi causado por erro do piloto. O estado do tempo na região na época era ruim, sendo impossível fazer um voo VFR, segundo o CENIPA. No entanto, a tripulação do voo 6865 mudou intencionalmente de IFR para VFR enquanto a visibilidade era limitada. Antes do voo, a tripulação não conhecia o tempo à sua frente. O CENIPA também culpou a má tomada de decisão da tripulação, afirmando que houve avaliação inadequada que os levou a voar em altitude inferior ao limite seguro.